# ژانت‌بورک
ژانت‌بورک (به لاتین: Gentbrugge) یک منطقهٔ مسکونی در بلژیک است که در خنت واقع شده‌است. ژانت‌بورک ۴٫۷۲ کیلومتر مربع مساحت و ۷٬۳۴۴ نفر جمعیت دارد.